# أستوود (باكينجهامشير)
أستوود (بالإنجليزية: Astwood, Buckinghamshire)‏ هي أبرشية مدنية تقع في المملكة المتحدة في إنجلترا. يقدر عدد سكانها بـ 365 نسمة .